# وولیوئن
| سامانه    | ردیف        | اشکوب       | میلیون سال پیش |
| --------- | ----------- | ----------- | -------------- |
| اردوویسین | زیرین       | ترمادوسین   | → پس از آن     |
| کامبرین   | فورونجین    | اشکوب دهم   | ۴۸۵,۴–۴۸۹٬۵    |
| کامبرین   | فورونجین    | ژیانگشانین  | ۴۸۹٬۵-۴۹۴      |
| کامبرین   | فورونجین    | پایبین      | ۴۹۴–۴۹۷        |
| کامبرین   | میائولینگین | گوژانگین    | ۴۹۷–۵۰۰٬۵      |
| کامبرین   | میائولینگین | درومین      | ۵۰۰٬۵-۵۰۴٬۵    |
| کامبرین   | میائولینگین | وولیوئن     | ۵۰۴٬۵–۵۰۹      |
| کامبرین   | ردیف دوم    | اشکوب چهارم | ۵۰۹–۵۱۴        |
| کامبرین   | ردیف دوم    | اشکوب سوم   | ۵۱۴-۵۲۱        |
| کامبرین   | ترنووین     | اشکوب دوم   | ۵۲۱-۵۲۹        |
| کامبرین   | ترنووین     | فورتونین    | ۵۲۹–۵۴۱٬۰      |
| ادیاکاران | ادیاکاران   | ادیاکاران   | → پیش از آن    |

وولیوئن (انگلیسی: Wuliuan) پنجمین اشکوب از دوره کامبرین و نخستین اشکوب از ردیف میائولینگین (یا کامبرین میانه) است. این اشکوب پیش از نام‌گذاری رسمی در سال ۲۰۱۸ توسط کمیسیون بین‌المللی چینه‌شناسی، اشکوب ۵ کامبرین خوانده می‌شد. مرز زیرین و آغاز آن حدود ۵۰۹ و مرز بالا و پایانی آن حدود ۵۰۴٬۵ میلیون سال پیش و آغاز درومین تعیین شده‌است.

## نام‌گذاری
نقطه و برش چینه‌گون مرزی جهانی این اشکوب در کوه‌های میائولینگ در استان گوئیژوی چین قرار دارد. پیش از نام‌گذاری رسمی توسط کمیسیون بین‌المللی چینه‌شناسی، نام «مولودین» (Molodian) که از نام رود مولودو در جمهوری یاقوتستان روسیه گرفته شده‌است و برشی از کوه‌های اسپلیت در ایالت نوادای آمریکا نیز کاندیدهای بالقوه نام‌گذاری این اشکوب بودند.